# Heteromycteris
Genre
Heteromycteris est un genre de poissons plats de la famille des Soleidae (les « soles »).

## Liste d'espèces
Selon World Register of Marine Species (17 février 2016) :
- Heteromycteris capensis Kaup, 1858
- Heteromycteris hartzfeldii (Bleeker, 1853)
- Heteromycteris japonicus (Temminck & Schlegel, 1846)
- Heteromycteris matsubarai Ochiai, 1963
- Heteromycteris oculus (Alcock, 1889)
- Heteromycteris proboscideus (Chabanaud, 1925)

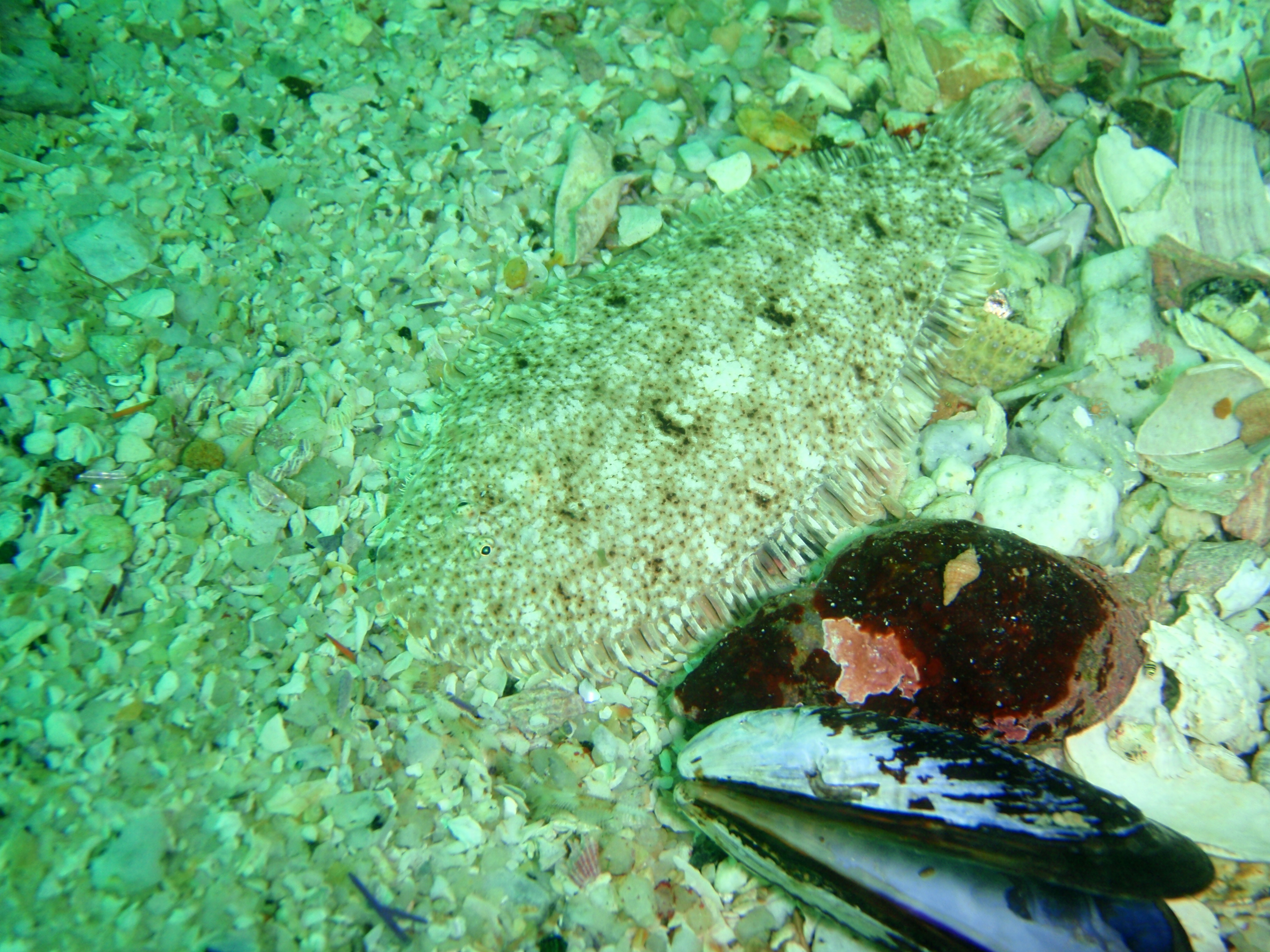
Heteromycteris capensis